# M551 Sheridan
O M551 Sheridan foi um tanque aerotransportável blindado de assalto e reconhecimento desenvolvido pelos Estados Unidos, nomeado depois da guerra civil com o nome do general Philip Sheridan. Foi projetado tanto para desembarque aéreo como para atravessar áreas alagadas. Ele estava equipado com a tecnicamente avançada mas problemática M81/M81E1 de 152mm arma/lançadora que disparava com munições convencionais e o MGM-51 Shillelagh míssil antitanque teleguiado. A produção começou em 1966 e entrou no inventário do Exército Americano em 1967.

## Imagens
| {{{caption}}}                                                                        |
| Um M551 Sheridan e sua tripulação do 3º esquadão da 4ª Cavalaria Blindada no Vietnã. |

| {{{caption}}}                                      |
| Um míssil MGM-51 Shillelagh disparado do Sheridan. |

| {{{caption}}}                                                                 |
| Um C-130 descarregando em campo um Sheridan com paraquedas de baixa altitude. |

## Refêrencias
- Nolan, Keith W. "Into Laos, Operation Lam Son 719 and Dewey Canyon II." Presidio Press: 1986.
- Sorley, Lewis. "Thunderbolt: General Creighton Abrams and the Army of His Time." 1992. ISBN 0-671-70115-0.
- Stanton, Shelby, L. "Vietnam Order of Battle." (1983–2003) ISBN 10-08836-5709-0.
- Starry, Donn, GEN. "Mounted Combat In Vietnam." Department of the Army publication, 1989.
- Zaloga, Steven J. M551 Sheridan, US Airmobile Tanks 1941–2001. Osprey Publishing Ltd, 2009.
- Doyle, David. M551 Sheridan. (2008) Squadron Signal Publications. ISBN 978-0-89747-582-2.